# Jaël en Sisera
Jaël en Sisera (Italiaans: Giaele e Sisara) is een schilderij van Artemisia Gentileschi uit 1620. Net als op haar beroemde Judith onthoofdt Holofernes beeldt zij een gewelddadige heldin uit het Oude Testament uit. Het doek maakt sinds 1975 deel uit van de collectie van het Museum voor Schone Kunsten in Boedapest.

## Jaël en Sisera
In het Bijbelboek Rechters valt te lezen dat God de Israëlieten uit onvrede over hun zondige gedrag had uitgeleverd aan Jabin van Kanaän. Na twintig jaar onderdrukking riep Debora, een rechter en profetes, Barak op om ten strijde te trekken tegen de Kanaänieten, maar waarschuwde hem dat hij niet de hoogste eer zou halen, omdat een vrouw hun aanvoerder, Sisera, zou doden.
Tijdens de voor zijn leger dramatisch verlopen veldslag vluchtte Sisera naar de tent van Jaël. Zij was getrouwd met Cheber, een bondgenoot van de Kanaänieten. Jaël nodigde Sisera uit, verborg hem en gaf hem te drinken. Toen hij sliep, pakte zij echter een tentharing en sloeg die door zijn slaap heen.

## Voorstelling
Op het eerste gezicht is op Gentileschi's Jaël en Sisera weinig van het drama uit het Bijbelverhaal te merken. Het schilderij is veel terughoudender dan haar bloedige Judith onthoofdt Holofernes. Jaël gaat gekleed in een stijlvolle jurk van gele zijde, de haren in een elegant kapsel. Niets op haar mooie gezicht lijkt te wijzen op de gruwelijke daad die zij gaat verrichten. Toch is haar ontblote rechterarm hoog geheven en staat op het punt de hamer hard op de haring te laten neerkomen. Sisera, die van Gentileschi een bepaald onaantrekkelijk uiterlijk heeft gekregen, ligt weerloos aan haar voeten te slapen. Zijn zwaard ligt naast hem, met op het gevest een slapende leeuw, een duidelijke verwijzing naar zijn eigen toestand.
Gentileschi schilderde het werk in 1620 in Rome of Florence. De invloed van Caravaggio's chiaroscuro is onmiskenbaar, maar werken met hetzelfde thema van Vouet en Guercino kunnen haar ook tot inspiratie gediend hebben.

## Herkomst
Het schilderij heeft hoogstwaarschijnlijk deel uitgemaakt van de keizerlijke collectie in Wenen. In 1781 verhuisde het werk naar het koninklijk palaies in Presburg en drie jaar later naar het paleis in Boedapest. In het midden van de negentiende eeuw viel de collectie uiteen. Het Museum voor Schone Kunsten kon het schilderij in 1974 op een veiling bemachtigen.

## Afbeelding

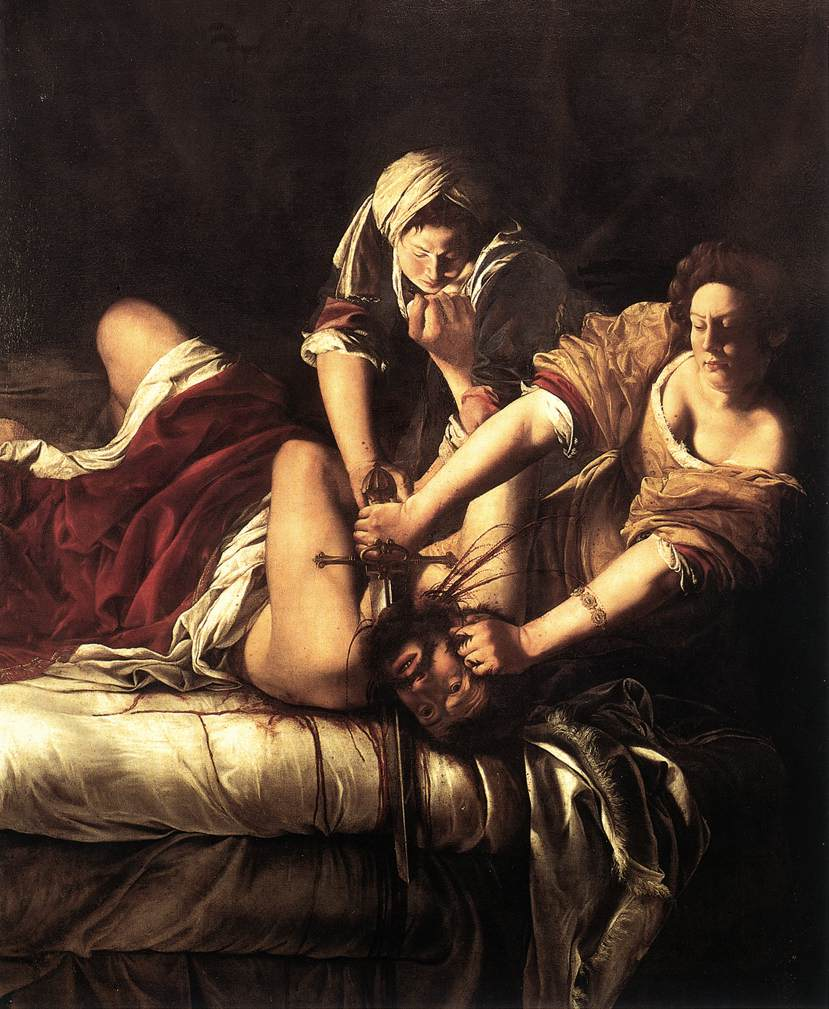
Judith onthoofdt Holofernes